# Райхль
Издательство «Райхль» — основано в 1909 году в Берлине, одно из первых философских издательств в Германии. Издает книги на такие темы, как мистика, религия, эзотерика и натуропатия.

## История

### Отто Райхль
Отто Райхль родился в 1877 году в семье обувного фабриканта. Еще в юном возрасте у него проявился интерес к книгам. Три года он обучался в издательском доме «Роберт Фризе». Затем посещал учебное заведение для книготорговцев. В 1909 году он основал издательство «Отто Райхль Ферлаг. Дер Лейхтер». Символом издательства стал трехглавый подсвечник. Первая публикация в издательстве появилась в 1911 году под названием «Мировоззрение-философия и религия», что не только определило направление издательства, но и с чем О.Райхль выступил против духовного кризиса и материалистической культуры в Германии. В этом же году в сотрудничестве с торговым центром «Вертхайм» Отто Райхль создал «Немецкую библиотеку», содержащую около 200 известнейших произведений немецкой литературы, которые по низкой цене успешно продавались в торговых центрах Берлина. 
После Первой мировой войны издательство перебралось в Дармштадт, где под эгидой графа Германа Кейзерлинга «Отто Райхль» стало издателем важнейших философских трудов, поэтому не случайно его выбрали для публикации такие известные философы-эмигранты, как Н.А. Бердяев и С.Н. Булгаков. 

### Герварт Гуйлейме
С 1953 года продолжателем издательского дела Райхля стал Герварт Гуйлейме, который добавил к основной программе издательства такие темы, как христианская мистика и парапсихология. Проектом этого времени стало издание нашумевшего «Протокол разговора с духами одержимых» Карла Викланда.

### Маттиас Дрегер
С 1984 года владельцем издательства стал Маттиас Дрегер. Тематическая программа издательства была расширена разделами лечение альтернативной медициной и путеводитель по жизни. 